# Pseudoligosita tumidiclava
Pseudoligosita tumidiclava är en stekelart som först beskrevs av Gennaro Viggiani 1972.  Pseudoligosita tumidiclava ingår i släktet Pseudoligosita och familjen hårstrimsteklar. Inga underarter finns listade i Catalogue of Life.